# Элиав
Элиав (Елиав; ивр. אליאב‎, в переводе с ивр. — «Которому Бог есть отец») — имя нескольких лиц, упоминаемых в Священном Писании.
- Потомок Хелона, главный в колене Завулоновом при исчислении израильтян в пустыне Синайской[1].
- Потомок Фаллуя и предок Дафана и Авирона[2].
- Старший сын Иессея, брат Давида, старший в колене Иудином при царе Давиде[3][4].